# Уган (посёлок)
Уган — упразднённый посёлок в Зейском районе Амурской области России. Исключен из учётных данных в 1974 году.

## География
Посёлок располагался на правом реки Уган, на расстоянии примерно 22 километров (по прямой) к юго-востоку поселка Береговой.

## История
Решением Амурского исполкома от 7 июня 1974 года № 253, посёлок Уган исключен из учётных данных как несуществующий.